# Damian Toromanovic
Damian Toromanović (* 22. September 1999 in Attendorn) ist ein ehemaliger deutscher Handballspieler mit bosnischen Wurzeln.

## Vereinskarriere
Der Linkshänder begann mit acht Jahren bei seinem Heimatverein VfL Gummersbach Handball zu spielen. In seinem zweiten B-Jugendjahr wechselte er von der Gummersbacher Handballakademie zum TSV Bayer Dormagen. In beiden Jahren, die er dort verbrachte, hatte er die Gelegenheit um die deutsche Jugendmeisterschaft zu spielen. 2017 in seinem letzten Jahr als Jugendspieler kehrte er wieder nach Gummersbach zurück und spielte mit dem VfL ebenfalls um die Jugendmeisterschaft. Gleichzeitig spielte er in der zweiten Mannschaft des VfL Gummersbach in der dritten Liga. Als 18-Jähriger unterschrieb er seinen ersten Profivertrag beim Zweitligisten VfL Eintracht Hagen. Nach der Saison 2023/24 setzte er sich Schwerpunkte außerhalb des Handballsports und verließ den Verein.